# Višnja Gora
Višnja Gora (německy Weixelburg) je malé město ve Slovinsku ve Středoslovinském regionu. Je součástí občiny Ivančna Gorica. Nachází se asi 23 km jihovýchodně od Lublaně. V roce 2019 zde trvale žilo 1 089 obyvatel.
Višnja Gora je se svým počtem obyvatel po Kostanjevici na Krki druhým nejmenším slovinským městem, ale současně jediným městem, které není sídlem občiny. Zajímavé též je, že středisko občiny Ivančna Gorica, v níž se Višnja Gora nachází, nemá status města, kdežto Višnja Gora ano.
Městem prochází silnice 646, blízko též prochází dálnice A2. Sousedními městy jsou Grosuplje, Litija a Trebnje.